# Alessi (Design)

Logo

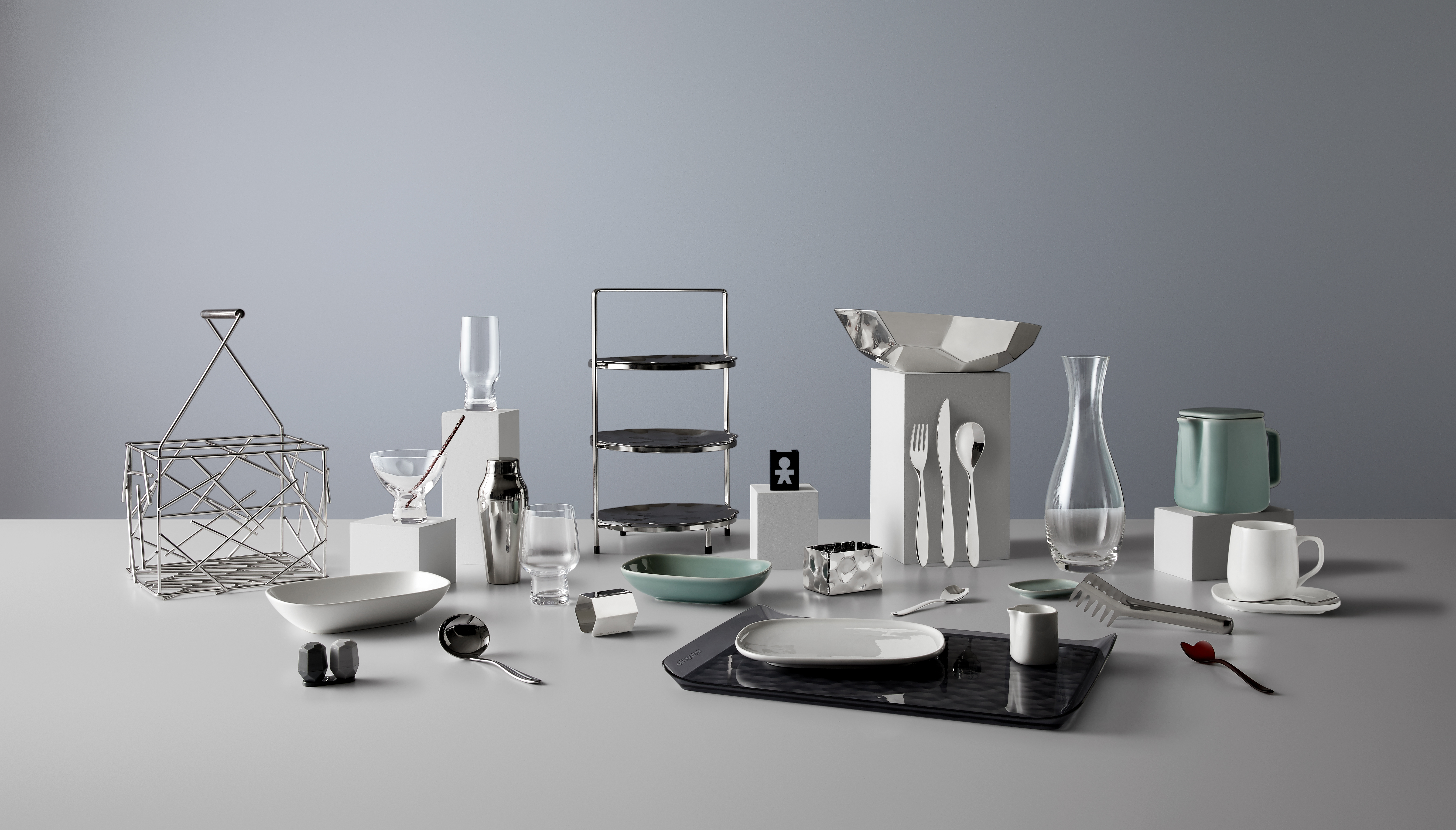
Alessi Design

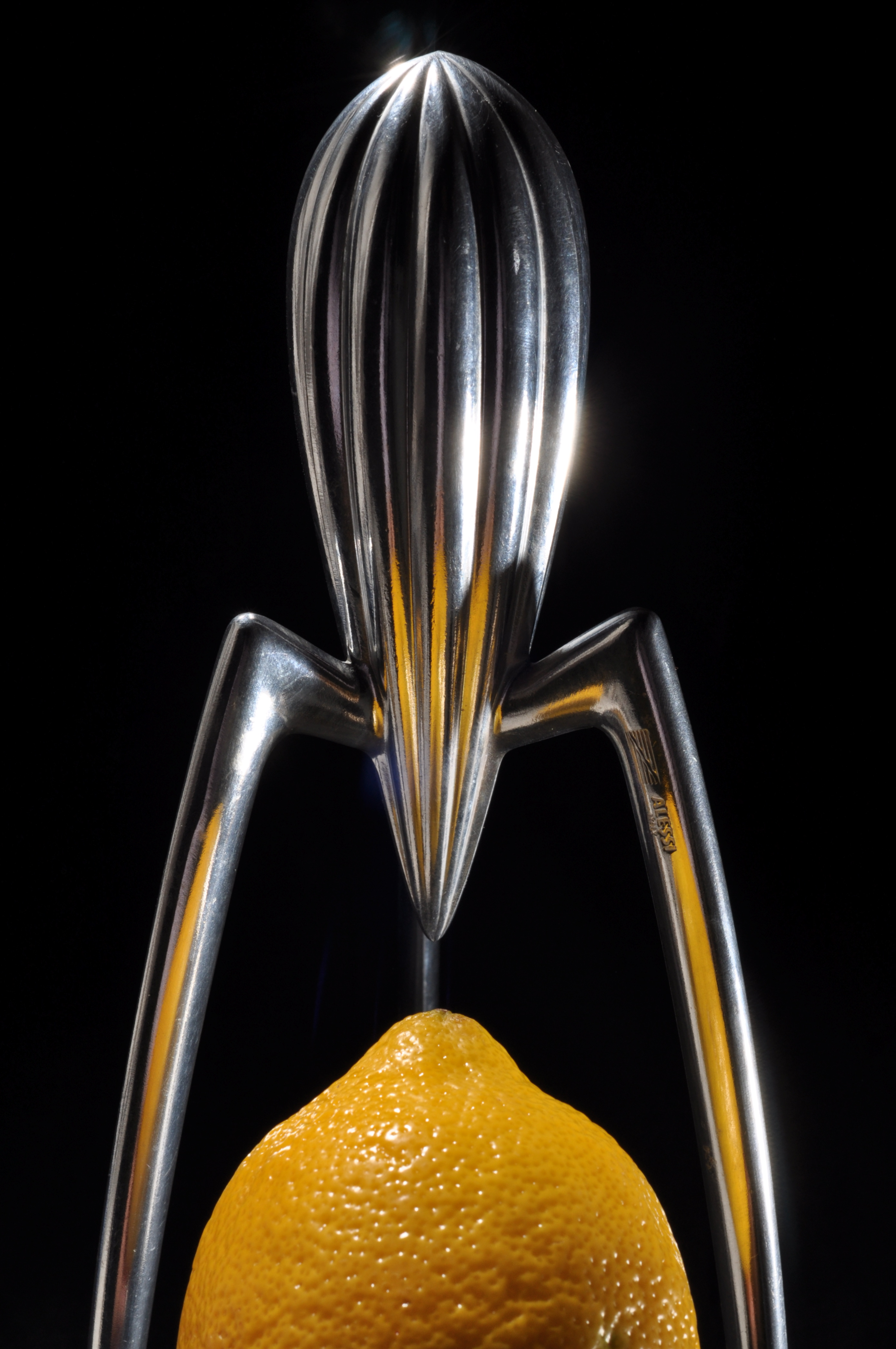
Zitronenpresse „Juicy Salif“, Design von Philippe Starck (1990), hergestellt von Alessi

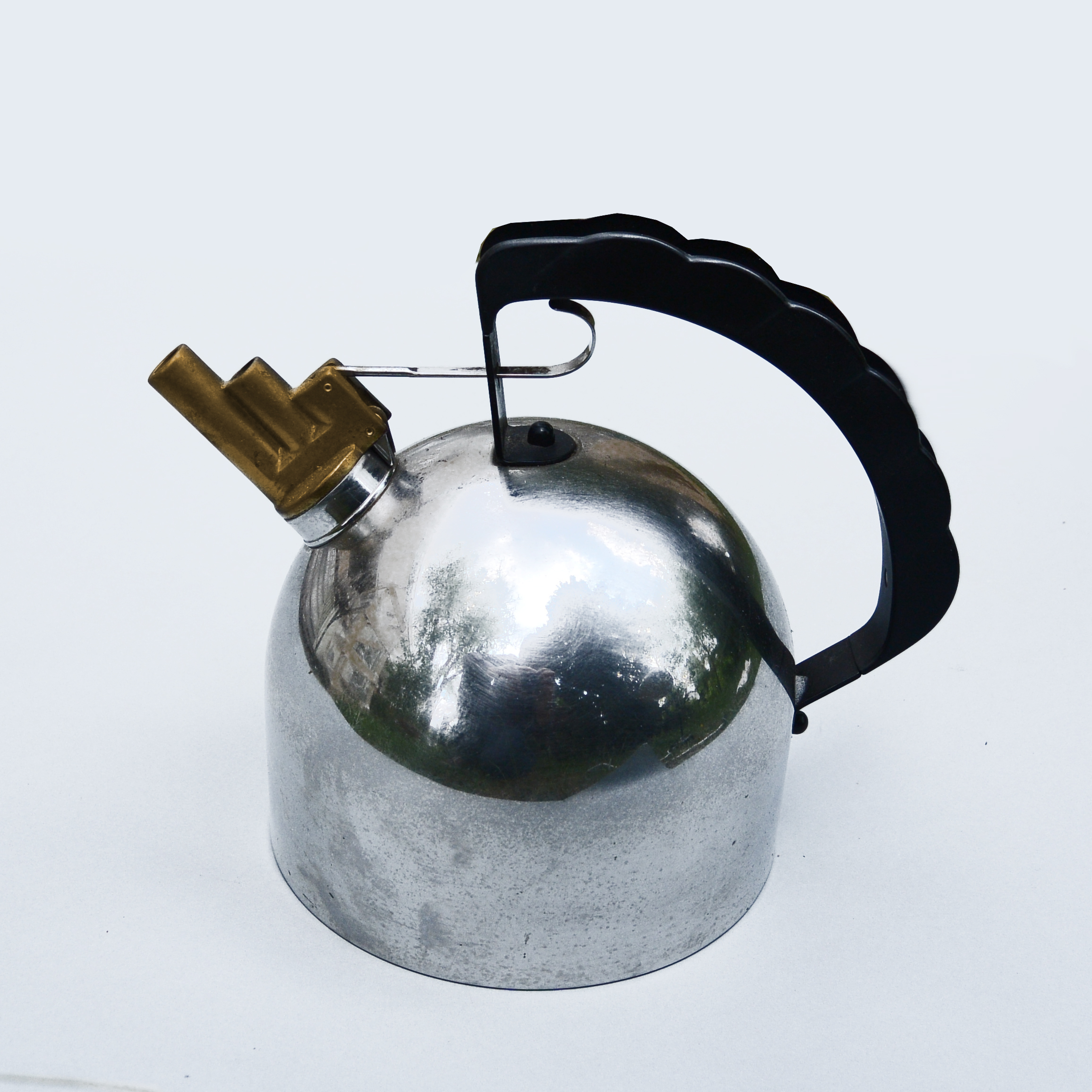
Flötenkessel, entworfen von Richard Sapper (1983)

Alessi ist der Name der italienischen Designfabrik von Alberto Alessi in Omegna, im Ortsteil Crusinallo (Region Piemont), die von dessen Großvater, Giovanni Alessi, 1921 gegründet wurde und Haushaltswaren im Luxussegment herstellt.
Das Produktionsprogramm reicht von Stylingprodukten bis zu Re-Editionen von Designklassikern des Bauhauses. 2000 Küchenartikel sind lieferbar; 2002 wurde ein Badprogramm eingeführt. Das Unternehmen beschäftigt 500 Mitarbeiter, der Jahresumsatz beträgt 108,5 Mio. Euro.

## Geschichte
Seine Wurzeln hat das Unternehmen in der italienischen Landschaft um Cusio. Bereits im 17. Jahrhundert siedelten sich dort etliche Metallwarenhersteller an.
1920 beteiligte sich Alessi als eines der kleineren Unternehmen an der Mailänder Messe. Aber schon bald wurde aus dem kleinen Familienunternehmen eine der führenden metallverarbeitenden Firmen Italiens.
1921 erwarb Giovanni Alessi ein Stück Land in dieser Region und gründete die Firma Alessi. Es war ein kleines handwerkliches Unternehmen, welches sich auf Haushaltswaren aus Metall spezialisierte. Giovanni war ein erfahrener Metalldreher und legte großen Wert darauf, dass seine Objekte Qualität hatten. Diese sorgsame Ausführung machte seine Produkte schon bald sehr bekannt. Anfangs erfolgte die Produktion noch auf Bestellung.

### Die 1920er- und 1930er-Jahre
Giovanni Alessi war Anfang der 1920er-Jahre auf die Herstellung von Messingknäufen spezialisiert. Das Markenzeichen waren die ineinander verschlungenen Initialen „FAO“, welche für „Fratelli Alessi Omegna“ standen. Auch die Qualität entwickelte sich positiv dank neuer Techniken, wie z. B. Vernickelung und Versilberung. Ab dem Jahre 1924 stellte „FAO“ kleinere Haushaltsgeräte sowie Kaffeekannen und Tabletts her. Damals fehlten noch das Material sowie das Know-how des Produktionsverfahrens, um Töpfe und Besteck herzustellen.
Carlo Alessi, Giovannis Sohn, war gelernter Industriedesigner und etablierte das Design so wie man es heute versteht. Er übernahm das Unternehmen von seinem Vater. Die Gegenstände, die in dieser Zeit entstanden, wie zum Beispiel das „Tee- und Kaffeeservice“ aus versilbertem Alpaka aus dem Jahre 1921, der „Tischflaschenhalter“ aus vernickeltem Messing von 1926 oder die „Käseschale“ aus poliertem Alpaka aus dem Jahre 1929, sind in vielen italienischen Haushalten vorhanden.
Während des Zweiten Weltkrieges, als sich die Produkte nicht mehr so gut verkauften, musste Alessi sich etwas Neues überlegen und fing an, Sterne für Uniformen und Kleinteile für Flugzeuge zu produzieren.
Als der Krieg vorbei war, spezialisierte man sich auf die Massenproduktion.
Seit 1945 arbeitete Ettore Alessi, Carlo Alessis um elf Jahre jüngerer Bruder, in dem Unternehmen. Heutzutage aber arbeitet Ettore jedoch nicht mehr in der Unternehmensleitung, dennoch gilt er als Spezialist in der Technologie des Kaltgusses von Metallen.

### Die 1950er- und 1960er-Jahre
Alessis Symbol in den 1950er-Jahren war ein Obstkorb in Drahtdesign, der 1952 entworfen worden war.
Carlo Alessi war in diesen Jahren Generaldirektor des Unternehmens, aber es war sein Bruder Ettore Alessi der im Jahre 1955 die Zusammenarbeit mit externen Designern einführte. Mit einigen Architekten entwarf er eine Reihe von Gegenständen, welche für den Hotelbedarf geschaffen waren. Durch sein Zutun entstanden viele individuelle Gegenstände, welche zu Bestsellern wurden, wie die historische Serie der Drahtkörbe. Er führte auch eine Veränderung herbei was die Materialien betrifft, so ließ er Messing und Neusilber zurückgehen und führte den rostfreien Stahl ein, welcher eigentlich schon Ende der 1930er-Jahre von Carlo bei Alessi eingeführt wurde.
Diese Neuerung brachte einige technische und strukturelle Veränderungen.
Seit 1956 wird ein Set ganz im Stil der „Cafékanne 101“ für Gaststättenbetriebe produziert, welches zu den professionellsten und meistverkauften Gegenständen der Alessi-Geschichte gehört.
1957 wurden der „Shaker“, der „Eiskübel“ und die „Eiszange“ aus dem „Programm 4“ für die 11. Triennale in Mailand im Rahmen einer Debatte für die Entwicklung des Industriedesigns auserwählt. Das war das erste Mal, dass Produkte von Alessi auf einer Ausstellung zur industriellen „Autorenproduktion“ gezeigt wurden.
Unter der technischen Leitung von Ettore Alessi ging der Siegeslauf der Hotelbedarfsgegenstände weiter. 1963 wurden die Henkel und Tüllen des Services „Dani“ verlängert und entschlossener, so entstand eine gewisse Eigentümlichkeit, die von Cafékannen bis Milchkännchen reichte.

### Die 1970er-Jahre
Im Juli 1970 übernahm Carlo Alessis ältester Sohn Alberto Alessi. Er holte Michele, Alessio und Stefano Alessi in das Unternehmen.
Mit Franco Sargiani entwickelte man das „Programm 8“, ein auf rechteckigen Formen basierendes Haushaltswaren-Sortiment.
1979 wurde Alessandro Mendini Designberater des Unternehmens.

### Die Jahrtausendwende

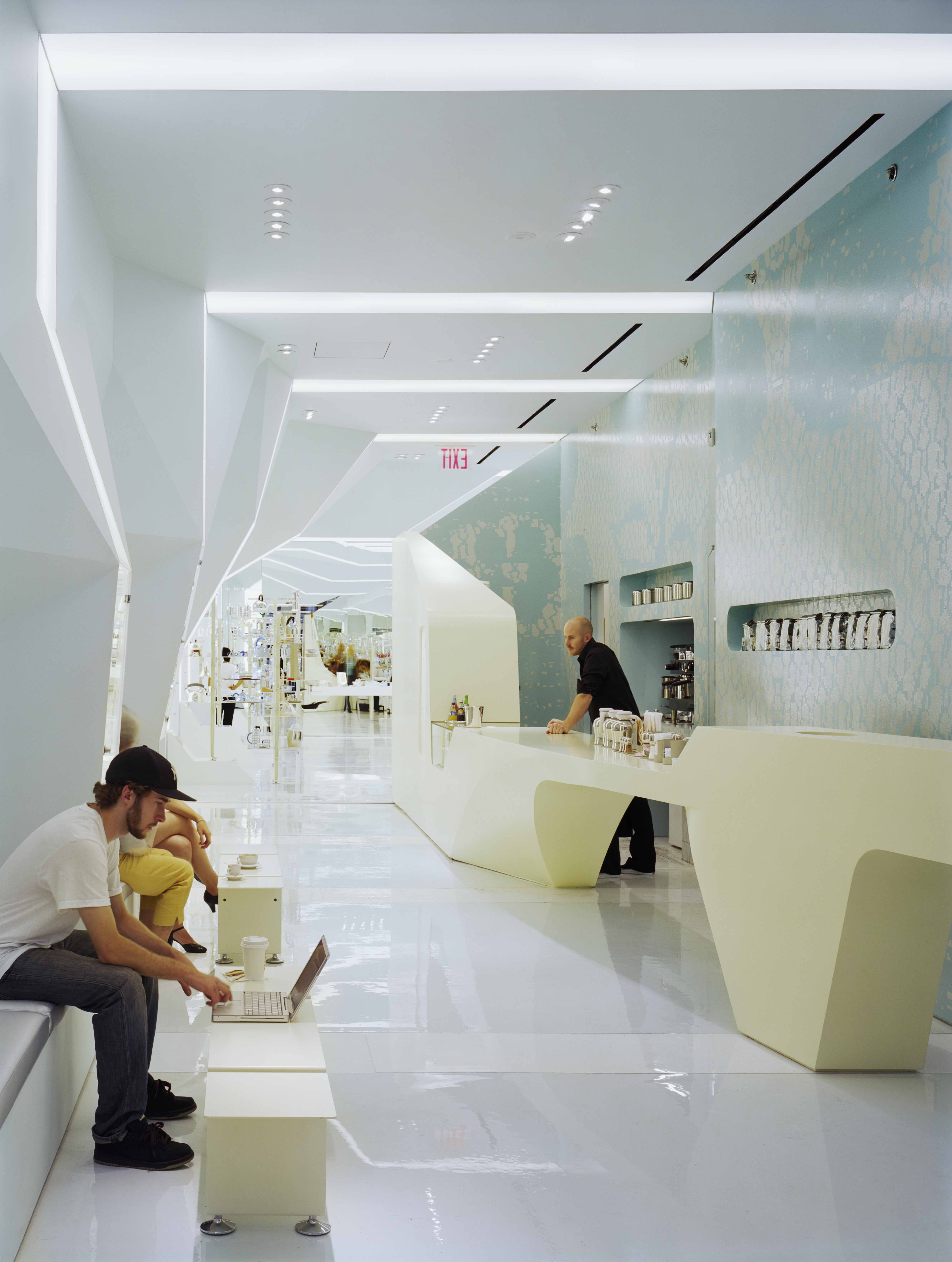
Alessi Flagship Store, New York City

2002 entwarf Stefano Giovannoni das Projekt „One“ im Badebereich, und Alessi veröffentlichte eine Uhrenkollektion. Schon in den 1980er-Jahren wurden die Architekten Achille Castiglioni und Aldo Rossi beauftragt, Armbanduhren zu entwerfen – es entstanden „Momento“ von Rossi und „Record“ von Castiglioni.
2003 veröffentlichte Alessi das bunte Kindergeschirr „Alessibambino“, das dann mit Lampen und Spielzeug erweitert wurde.
2005 wurden zwei neue Kooperationen präsentiert, das Auto „Panda Alessi“ mit Fiat und die Heimtextilien „Alessi Textile“ mit der belgischen Firma Lyntex. Im selben Jahr gab es eine Neuauflage der „Programm 8“-Reihe.
2006 wurde die Produktpalette in drei Marken gegliedert, nämlich „Officina Alessi“, „Alessi“ und „A di Alessi“:
- Officina Alessi
Die exklusive Marke für Einzelstücke und limitierte Serien. Die Produkte haben einen experimentellen Charakter in einer höheren Preisklasse.
- Alessi
Hier geht es um Serienproduktion für den Haushalt.
- A di Alessi
Die „Traumfabrik“ folgt dem ursprünglichen Ziel, hochwertige Produkte für ein großes Publikum zu kreieren, die sich möglichst viele Menschen leisten können.

Seit April 2007 gibt es eine neue Badkollektion, „ILBAGNOALESSI Dot“.
Auch hier arbeitete Alessi mit zwei anderen Unternehmen zusammen, mit „Laufen“ aus der Schweiz und „Oras“ aus Finnland.
Bekannte Designobjekte aus der Alessi-Produktion sind die Wasserkessel von Michael Graves (1985) und Richard Sapper (1983) sowie die Zitronenpresse Juicy Salif von Philippe Starck (1990).

### Eigentümer
Seit 2019 hat die britische Investorengruppe Oakley Capital eine Mehrheitsbeteiligung an dem Unternehmen erworben und arbeitet mit der Familie Alessi zusammen.

## Designer
Eine Auswahl der Designer und Architekten, die für Alessi arbeiten oder gearbeitet haben:
- Carlo Alessi
- Philippe Starck
- Ettore Sottsass
- Richard Sapper
- Achille Castiglioni
- Alessandro Mendini
- Aldo Rossi
- Michael Graves
- Enzo Mari
- Stefano Giovannoni
- Guido Venturini
- Norman Foster
- Zaha Hadid
- Toyo Ito
- Marc Newson
- Jean Nouvel
- Greg Lynn
- Hans Hollein
- Patricia Urquiola
- Giulio Iacchetti
- Michele De Lucchi

## Zitate des Inhabers Alberto Alessi
- „Gutes Design ist für die Ewigkeit.“
- „Künstler sind wie Federn in der Luft: Man muss sie schweben lassen. Sobald man Wirbel verursacht, ist alles vorbei.“